# Uli Hauser
Ulrich „Uli“ Hauser (* 1962) ist ein deutscher Journalist und Autor.

## Werdegang
Hauser stammt aus Orsoy. Seit 1992 ist er Reporter für den Stern. Er wurde mit dem Theodor-Wolff-Preis ausgezeichnet und ist Autor mehrerer Sachbücher. Hauser ist Mitbegründer des Projekts Exit-Deutschland, einem Aussteigerprogramm für Neonazis, und erhielt für sein Engagement 2013 die Auszeichnung Botschafter für Demokratie und Toleranz.
Hauser ist Vater, Ältester von sechs Geschwistern, Großneffe des Schriftstellers Heinrich Hauser und lebt in Hamburg.

## Werke
- Eltern brauchen Grenzen: Lasst die Kinder Kinder sein. Piper Taschenbuch, München 2008, ISBN 9783492262828
- (zusammen mit Gerald Hüther): Jedes Kind ist hoch begabt. btb Verlag, München 2014, ISBN 9783813504484
- Geht doch! Wie nur ein paar Schritte mehr unser Leben besser machen. Knaus-Verlag, München 2018, ISBN 9783813507799
- Würde: Was uns stark macht – als Einzelne und als Gesellschaft. Knaus-Verlag, München 2018, ISBN 9783641219208
- (zusammen mit Silvana Koch-Mehrin): Jetzt, wo ich schon mal nicht tot bin: Ein Plädoyer für einen offenen Umgang mit unseren Ängsten. Eden Books, Hamburg 2022, ISBN 9783959103930